# Thoracochaeta imitatrix
Thoracochaeta imitatrix är en tvåvingeart som beskrevs av Marshall och Rohacek 2000. Thoracochaeta imitatrix ingår i släktet Thoracochaeta och familjen hoppflugor. Inga underarter finns listade i Catalogue of Life.